# Radio TOP Suceava
Radio Top Suceava (Radio TOP 91) este primul post privat de radio din orașul Suceava, înființat la data de 6 decembrie 1991.

### Istoric
A început să emită la început pe frecvența 65,9 folosind inițial o stație de putere mică construită de Milan Crasi, profesor la Universitatea „Ștefan cel Mare” din Suceava și radioamator. Ideea i-a venit lui Sorin Avram (în prezent directorul de programe al postului de radio), iar primul sediu a fost într-o încăpere a Universității ”Ștefan cel Mare”. 
”Totul a început pe 6 decembrie 1991 cu o antenă cocoțată într-un copac, care era legată de o stație de emisie artizanală construită de universitarul Milan Crasi&asociații. Asociații fiind și ei niște împătimiți ai transmisiunilor radio. Într-o încăpere situată la intrarea principală a Universității „Ștefan cel Mare”, pe o masă lungă erau împrăștiate cabluri legate de magnetofoane, pick-upuri și microfoane aduse de acasă de cei vreo 20 de foarte tineri și tineri care abia așteptau să înceapă emisia postului de radio Top ’91.” (Sorin Avram, Monitorul de Suceava, 6 dec 2016 - Anul XXI, nr. 283 )
În următorii ani a schimbat frecvența pe 69,9 și când s-a trecut în bandă vest noua frecvență stabilită în toamna anului 1999 a fost 104. Radio Top Suceava este postul de radio care îmbină  actualitatea socială, economică, politică, sportivă și culturală cu formatul muzical - Adult Contemporary.
Radio TOP Suceava este al patrulea post de radio particular - înființat în România după 1990-și se numără printre puținele posturi de radio private care rezistă în eterul românesc, fără să fie afiliate unor rețele majore.